# Sowerbaea alliacea
Sowerbaea alliacea är en sparrisväxtart som beskrevs av Ferdinand von Mueller. Sowerbaea alliacea ingår i släktet Sowerbaea och familjen sparrisväxter. Inga underarter finns listade i Catalogue of Life.